# 拉祜民主聯盟
拉祜民主聯盟（縮寫為LDU）是緬甸的一個拉祜族武裝反政府政治組織。它與緬甸政府在2018年2月13日簽署全國停火協議 拉祜民主聯盟是聯合民族聯邦委員會（UNFC）和其軍事組織合眾聯邦軍（FUA）的成員。